# Ina Merete Schmidt
Ina Merete Schmidt (født 1976) er en dansk forfatter, uddannet fra Forfatterskolen 2000.

## Udgivelser
- Fra dag et, Gyldendal, 2005 (Roman)
- Fåresyge, Gyldendal, 2008 (Roman)
- Du tror alt er godt, Gyldendal, 2017 (Roman)

## Eksterne link
- Interview med Ina Merete Schmidt – fra romansiden.dk Arkiveret 11. december 2007 hos  Wayback Machine
- Anmeldelse af Fra dag et på Litteratursiden.dk Arkiveret 10. marts 2007 hos  Wayback Machine